# Władimirowka (rejon tiulgański)
Władimirowka (ros. Владимировка) – wieś (sieło) w Rosji, w obwodzie orenburskim, w rejonie tiulgańskim. W 2010 liczyła 356 mieszkańców.